# نورين أبو سعدة
نورين أبو سعدة (18 سبتمبر 2000 -) هي مغنية وممثلة مصرية.

## حياتها ونشأتها
ولدت في القاهرة 18 سبتمبر 2000، درست في كلية الآداب جامعة السوربون.

## مسيرتها
عملت عارضة أزياء وهي صغيرة، وظهرت في عدة إعلانات تلفزيونية، قامت بعدة محاولات في الغناء وأصدرت بعض الأغاني المنفردة مثل: اغنية «بقولك ايه»  وديو بعنوان «حب خناق» مع مغني الراب مروان موسى، وكانت أول تجربة في التمثيل على الشاشة الصغيرة من خلال مسلسل تحقيق، الذي إنتاج سنة 2022، اختيرت للمشاركة في فيلم آل شنب سنة 2023 .